# لال (ترانه لیدی گاگا)
«لال» (به انگلیسی: Speechless) ترانه‌ای ضبط شده و اجرا شده از لیدی گاگا، هنرمند اهل ایالات متحده آمریکا است. این ترانه در سومین آلبوم چندآهنگه او به نام هیولای شهرت قرار داشت. این ترانه را گاگا و پدرش، جوزف جرمنوتا، سروده‌اند. «لال» برای تحمل کردن «عمل جراحی باز قلب» توسط پدر گاگا برای درمان دریچه آئورت او و به عنوان یک یادآوری برای قدردانی گاگا از والدینش، سروده شده است. «لال» ترس لیدی گاگا را از مرگ توصیف می‌کند.